# Чомпи (въстание)
Въстанието на чомпите е въстание на работници и занаятчии във Флорентинската република между 1378 и 1382 г. Чомпи (на италиански: Ciompi) са наемни работници, даракчии в средновековна Флоренция.:с. 201 Участие вземат всички, които не са членове на флорентинските гилдии и поради това са изключени от процеса на управление. Те недоволстват срещу установената управляваща олигархия, както и срещу непосилните данъци:с. 67:с. 108. Успяват да създадат свое управление, което трае три и половина години.:с. 201